# Minamifurano
Minamifurano (Japans: 南富良野町, Minamifurano-chō) is een Japanse gemeente in het district Sorachi in de subprefectuur Kamikawa in Hokkaido. Op 30 september 2012 had de gemeente 2804 inwoners. De bevolkingsdichtheid bedroeg 4,21 inwoners per km². De oppervlakte van de gemeente is 665,52 km².

## Verkeer

### Trein
Er bevinden zich 5 stations op het grondgebied van Minamifurano. De stations bevinden zich op  de Nemuro-hoofdlijn van de Hokkaido Railway Company (JR Hokkaidō):  
- Shimo-Kanayama - Kanayama - Higashi-Shikagoe - Ikutora  - Ochiai

De Sekishō-lijn loopt tevens door de gemeente maar heeft er geen haltes. 

### Weg

#### Autoweg
Minamifurano ligt aan de volgende autowegen :
- Autoweg 38 (richting Obihiro en Takikawa)
- Autoweg 237 (richting Asahikawa en Urakawa)

#### Prefecturale weg
Minamifurano ligt aan de prefecturale wegen 136, 465, 1030 en 1117.

#### Luchthaven
De dichtstbijzijnde luchthaven is de Luchthaven Asahikawa in de stad Asahikawa.